# Elaine
Elaine és una població dels Estats Units a l'estat d'Arkansas. Segons el cens del 2000 tenia 865 habitants.

## Demografia
Segons el cens del 2000, Elaine tenia 865 habitants, 330 habitatges, i 222 famílies. La densitat de població era de 668 habitants/km².
Dels 330 habitatges en un 31,8% hi vivien nens de menys de 18 anys, en un 34,2% hi vivien parelles casades, en un 30,3% dones solteres, i en un 32,7% no eren unitats familiars. En el 31,2% dels habitatges hi vivien persones soles el 18,5% de les quals corresponia a persones de 65 anys o més que vivien soles. El nombre mitjà de persones vivint en cada habitatge era de 2,62 i el nombre mitjà de persones que vivien en cada família era de 3,31.
Per edats la població es repartia de la següent manera: un 31,8% tenia menys de 18 anys, un 10,8% entre 18 i 24, un 19,5% entre 25 i 44, un 21,2% de 45 a 60 i un 16,8% 65 anys o més.
L'edat mediana era de 32 anys. Per cada 100 dones de 18 o més anys hi havia 73,5 homes.
La renda mediana per habitatge era de 19.479 $ i la renda mediana per família de 22.813 $. Els homes tenien una renda mediana de 22.386 $ mentre que les dones 18.056 $. La renda per capita de la població era de 12.640 $. Entorn del 33,5% de les famílies i el 41,1% de la població estaven per davall del llindar de pobresa.

## Poblacions més properes
El següent diagrama mostra les poblacions més properes.